# Ashley Fires
Pour les articles homonymes, voir Fires.
Ashley Fires (née le 2 mars 1982 à Los Angeles), Trisha Jean Newalu de son vrai nom, est une actrice américaine de films pornographiques.

## Biographie
Ashley Fires est née le 2 mars 1982 à Northridge, un quartier situé dans le nord-ouest de Los Angeles, en Californie. Elle a des origines grecques et écossaises.
Ayant grandi près d’un centre équestre, Ashley Fires a appris à monter des chevaux dès le plus jeune âge, et elle aime à dire que c’est ce qui lui a permis d’avoir un fessier rebondi.
Ashley était strip-teaseuse dès l’âge de 19 ans à Las Vegas. Elle a ensuite commencé sa carrière d’actrice pornographique en 2003, alors âgée de 21 ans. Durant ses 8 premières années dans le métier, elle n’a fait que des scènes lesbiennes. Mais à la demande de ses nombreux fans, et grâce au soutien de son petit ami, Ashley Fires a par la suite tourné avec des hommes ; notamment dans des scènes de sodomie et double pénétration. Ce qui a servi à la faire connaître.
Ashley Fires a durant toute sa carrière collaboré avec plusieurs prestigieuses sociétés de production de films pornographiques telles que EvilAngel, Brazzers, Naughty America, Bang Bros, Reality Kings ou encore Kink et Digital Playground.

## Filmographie sélective
- 2003 : Hot Showers 15
- 2004 : Jenna's Obsessions
- 2005 : Barely Legal All Stars 5
- 2007 : Pink Paradise 3
- 2008 : Pink Panthers
- 2009 : Fox Holes
- 2010 : Pretty Sloppy 3
- 2011 : Burning Embers
- 2011 : Bobbi's World
- 2011 : Belladonna: Fetish Fanatic 9
- 2012 : Crack Addict 8
- 2012 : DP Fanatic 2
- 2012 : Women Seeking Women 81
- 2012 : We Live Together.com 22
- 2013 : We Live Together.com 26
- 2013 : Anal Acrobats 8
- 2013 : Anal Workout 2
- 2013 : Gape Lovers 8
- 2013 : Manuel Ferrara’s Reverse Gangbang
- 2013 : Weapons of Ass Destruction
- 2013 : Yoga Girls
- 2014 : Pretty Sloppy 5
- 2014 : Voracious : Season Two, Vol.3
- 2014 : Voracious: Season Two, Vol.4
- 2014 : Big Wet Asses 23
- 2014 : Cream Dreams 3
- 2015 : Girl Love Affair
- 2015 : Lesbian Analingus 7
- 2015 : Booty Queen
- 2016 : Big Wet Asses 25
- 2016 : Double Black Penetration 3
- 2016 : Ashley Fires is the ArchAngel[6]
- 2016 : We Live Together.com 43
- 2017 : Dream Pairings: Chapter Two
- 2017 : Mommy Sucks 3
- 2018 : Art of Anal Sex 7
- 2018 : Lesbian Jobs
- 2018 : Mama Sutra

## Récompenses et nominations
- 2009 : gagnante du concours Miss XBIZ Summer Babe[7]
- 2009 : XBIZ Award nommée - Web Babe/Starlet of the Year
- 2010 : XBIZ Award nommée - Web Babe of the Year
- 2011 : AVN Award nommée - Best Web Star
- 2011 : XBIZ Award nommée - Web Babe of the Year
- 2012 : AVN Award nommée - Best Double Penetration Sex Scene - Burning Embers (avec Mick Blue et Mark Wood)
- 2012 : AVN Award nommée - Best All-Girl Group Sex Scene - Bobbi's World (avec Bobbi Starr et Marie Luv)
- 2012 : XBIZ Award nommée - Web Babe of the Year
- 2013 : Sex Award - Sexiest Adult Star
- 2013 : AVN Award nommée - Ungsun Starlet ouf the Year
- 2014 : AVN Award nommée - Best Group Sex Scene - Manuel Ferrara’s Reverse Gangbang
- 2014 : AVN Award nommée - Best Group Sex Scene - Weapons of Ass Destruction 7
- 2014 : AVN Award nommée - Best All-Girl Group Sex Scene - Gape Lovers 8 (avec Roxy Raye et Cassandra Nix)
- 2014 : AVN Award nommée - Best POV Sex Scene - Anal Workout 2
- 2014 : XBIZ Award nommée - Best Scene Non-Feature Release - DP Fanatic 2 (avec Mick Blue et Ramon Novar)
- 2015 : AVN Award nommée - Best All-Girl Group Sex Scene - Voracious: Season Two, Vol.3 (avec Roxy Raye et Jessie Volt)
- 2015 : AVN Award nommée - Most Outrageous Sex Scene - Pretty Sloppy 5 (avec Madison Ivy et Chastity Lynn)
- 2015 : AVN Award nommée - Most Outrageous Sex Scene - Voracious: Season Two, Vol.4 (avec Roxy Raye)
- 2015 : AVN Award nommée - Fan Award: Hottest Ass
- 2015 : AVN Award nommée - Fan Award: Kinkiest Performer
- 2015 : AVN Award nommée - Fan Award: Social Media Star
- 2015 : XBIZ Award nommée - Best Scene Vignette Release - I Have a Wife 30
- 2016 : AVN Award nommée - Best Three-Way Sex Scene: Girl/Girl/Boy - Booty Queen (avec Jada Stevens)
- 2016 : AVN Award nommée - Fan Award: Biggest Web Celebrity
- 2017 : AVN Award nommée - Best Double Penetration Sex Scene - Double Black Penetration 3
- 2017 : AVN Award nommée - Best Star Showcase - Ashley Fires is the ArchAngel